# 深圳地铁中车浦镇B型电动列车
深圳地铁中车浦镇B型电动列车，是深圳地铁的一款载客列车，由中車南京浦鎮車輛製造，全部配属于长圳车辆段。該列車於2022年11月28日於深圳地鐵6號線支線開始營運，3號線列車亦於2024年10月26日起開始上線運營。